# Ткачёв, Иван Архипович
Ива́н Архи́пович Ткачёв (13 мая 1912 года, село Кировка — 27 декабря 1979 года, село Науалы, Урджарский район) — комбайнёр Науалинской МТС Семипалатинской области, Казахская ССР. Герой Социалистического Труда (1951).

## Биография
Родился в 1912 году в крестьянской семье в селе Кировка (сегодня — село Каратума Урджарского района). С сентября 1937 по январь 1939 года проходил срочную службу в Красной Армии. С июля 1941 года участвовал в Великой Отечественной войне. Воевал в десантных войсках, стрелком комендантского взвода в составе 104-й гвардейской стрелковой дивизии. Участвовал в боях за взятие Будапешта, Вены, Берлина и освобождение Чехословакии.
С августа 1945 года участвовал в Советско-японской войне. После демобилизации в 1947 году возвратился в Казахстан, где стал работать комбайнёром в Науалинской МТС Семипалатинской области.
За выдающиеся трудовые достижения удостоен звания Героя Социалистического Труда указом Президиума Верховного Совета СССР от 22 июня 1951 года с вручением ордена Ленина и золотой медали «Серп и Молот».
Воспитал 8 детей. После выхода на пенсию в 1972 году проживал в селе Науалы, где скончался в 1979 году.
Награды
- Герой Социалистического Труда
- Орден Ленина
- Орден Отечественной войны 1 степени
- Медаль «За победу над Германией в Великой Отечественной войне 1941—1945 гг.»
- Медаль «За боевые заслуги» (23.05.1945)